# Attagis
Az Attagis  a madarak osztályának lilealakúak (Charadriiformes) rendjébe és a homokjárófélék (Thinocoridae) családjába tartozó nem.

## Rendszerezésük
A nemet Isidore Geoffroy Saint-Hilaire és René Primevère Lesson írták le 1831-ben, az alábbi 2 faj tartozik ide:
- vörhenyeshasú homokjáró (Attagis gayi)
- fehérhasú homokjáró (Attagis malouinus)

## Előfordulásuk
Dél-Amerika nyugati és déli részén honosak. Természetes élőhelyeik a füves puszták, mocsarak, nedves területek közelében.

## Megjelenésük
Testhossza 26,5–30 centiméter közötti.